# Gregori l'Il·luminador
Gregori l'Il·luminador - en armeni Գրիգոր Լուսաւորիչ, Grigor Lusavorich, en grec Γρηγόριος Φωστήρ/Φωτιστής - (257-325), va ser el primer patriarca d'Armènia (298-325). Considerat l'evangelitzador d'Armènia, després dels apòstols Bartomeu i Tadeu. És venerat com a sant a tota la cristiandat.

## Orígens
Va néixer l'any 257 i es pensa que el seu pare fou Anak, noble part de la família reial dels arsàcides, de Suren, que va assassinar al rei Khosrov II d'Armènia. La família, arran d'aquest fet, va haver de marxar a refugiar-se a Cesarea de Capadòcia per evitar la revenja. La seva mare Okohe era cristiana i va tenir una influència decisiva sobre l'educació del seu fill. A Cesarea, Gregori fou instruït per Eutali, noble també cristià. Es va casar amb Mariam, de família noble, i va tenir dos fills, Vrtanes i Aristakes.

## Retorn a Armènia
Ja convertit al cristianisme va voler introduir-lo a Armènia. Hi regnava Tiridates III d'Armènia, fill de Khosrov I, a qui havia mort el seu pare. Tiridates considerava els cristians com a perillosos, ja que alteraven l'statu quo de la societat romanitzada, i en perseguí els primers missioners. Quan Gregori començà la seva predicació, aconseguint bons resultats, el rei el va fer empresonar a Khor Virap (Artashat), on hi fou tancat durant tretze anys.
La llegenda vol que el rei emmalatís i cap metge pogués guarir-lo; la seva germana va tenir un somni que li revelà el poder guaridor de Gregori, que era empresonat: el rei acceptà de cridar-lo i Gregori el guarí. Segons aquesta tradició, Tiridates es convertí al cristianisme vers el 301, fet que va convertir Armènia en el primer regne on el cristianisme era religió oficial, ja que l'instaurà com a religió de l'Estat.

## Evangelització d'Armènia
Gregori era un prevere, només; anà a Cesarea i va rebre del metropolità Lleonci la seva consagració com a bisbe d'Artàxata i patriarca, el primer catolicós de l'Església Armènia, considerant-se per això com a fundador de l'Església Apostòlica Armènia. Va fer construir esglésies i monestirs arreu del país, com també escoles cristianes, amb el suport financer del rei. Entre les fundacions destaca Edjmiatsín, considerada la primera catedral del món, que esdevingué el centre del cristianisme armeni.
Gregori recorregué el país predicant, malgrat les nombroses amenaces de diversos senyors locals que continuaven fidels al paganisme. Finalment, es retirà a fer vida eremítica a les muntanyes d'Akilisene, deixant l'administració de la comunitat cristiana al seu fill Aristakes, consagrat bisbe el 318, i que va participar en el Concili de Nicea en 325. Aquell mateix 325, Gregori va morir com a eremita al mont Sepouh.

## Veneració
La font més autoritzada de la vida de Gregori és la Història de Tiridates escrita per Agatàngelos. També apareix àmpliament en la Historiae Armenicae de Moisés de Chorene, i en l'obra de Simeon Metaphrastes. El 1749 es va publicar a Venècia una biografia de Gregori escrita en armeni per Vartabed Mateo, que va ser traduïda a l'anglès per S.C. Malan el 1868.
És venerat com a sant per totes les confessions cristianes, especialment per l'Església Apostòlica Armènia, que el considera com a pare fundador.
Les relíquies del sant foren primer al poble de Tharotan (Armènia), però se'n repartí una bona part: la mà esquerra és a Vagharxapat, on es feia servir per beneir els nous catolicós; la dreta era a Sis, i amb la diàspora es portà a la nova Seu de Cilícia a Antelias (Líban); el cap arribà a l'església de San Gregorio Armeno de Nàpols, a través de Constantinoble.

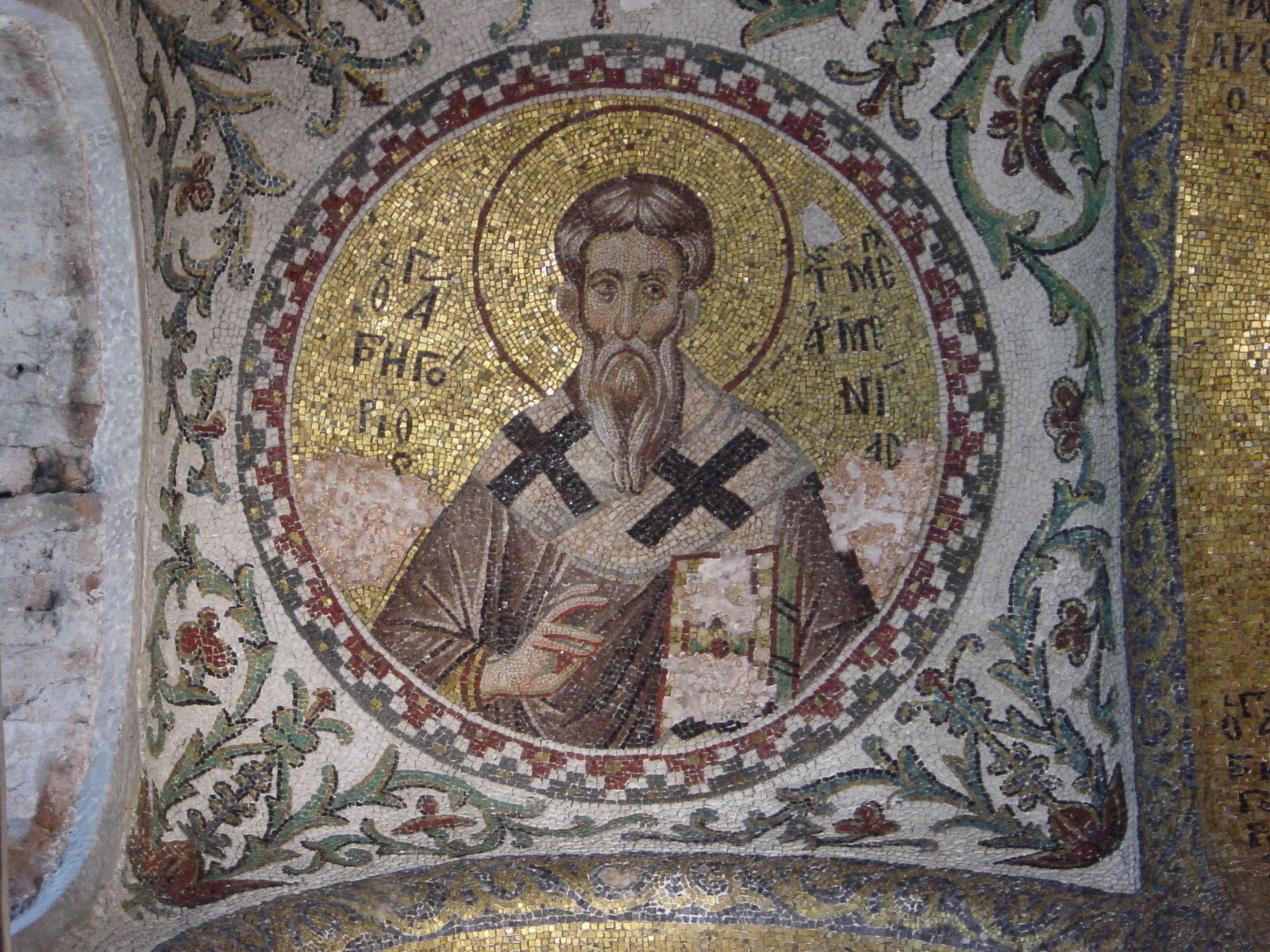
Mosaic del s. XIV (Istanbul, església de Pammakaristos)
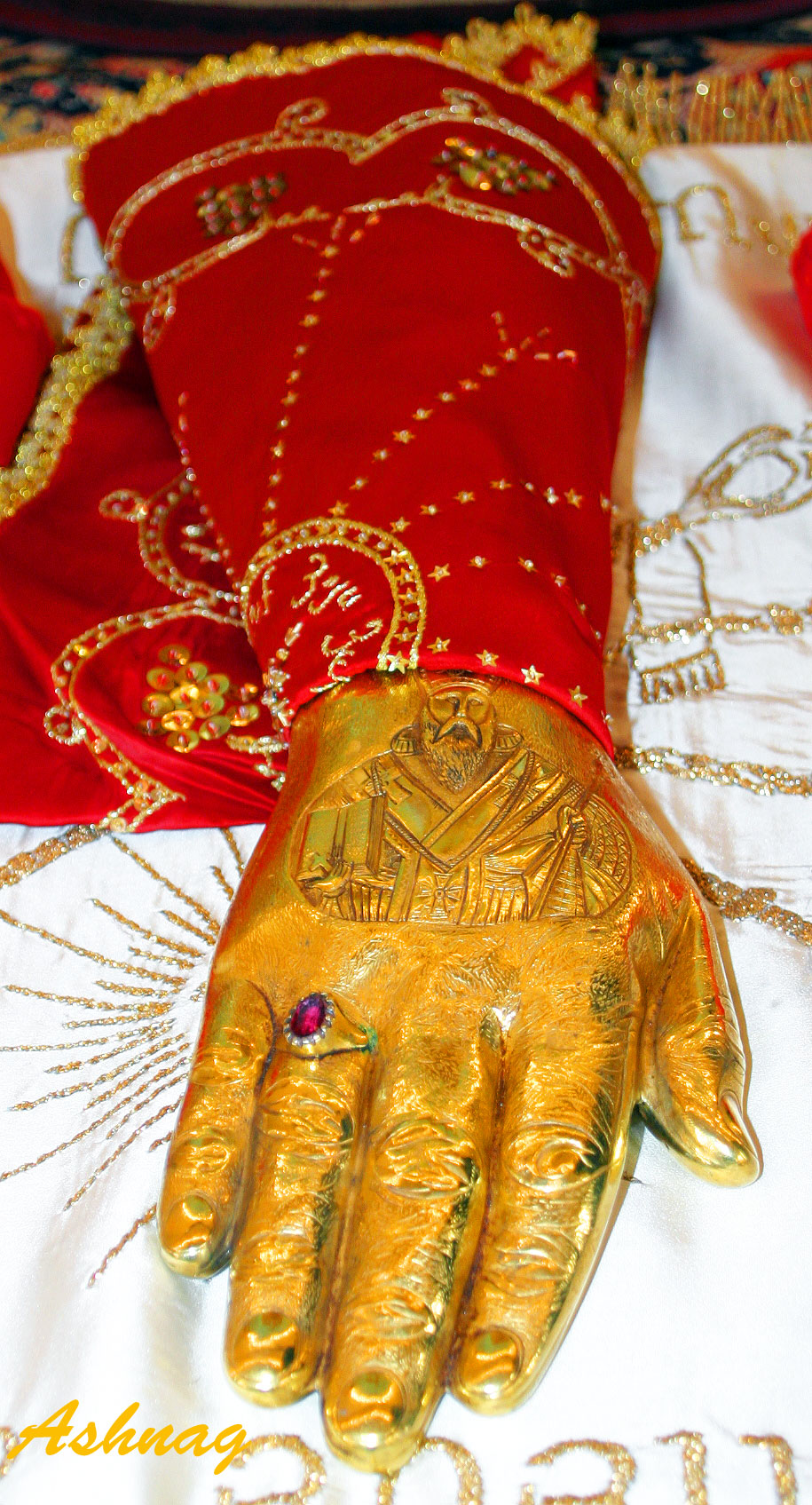
Mà dreta de Gregori, al museu de la Seu de Cilícia (Líban, Antelias)
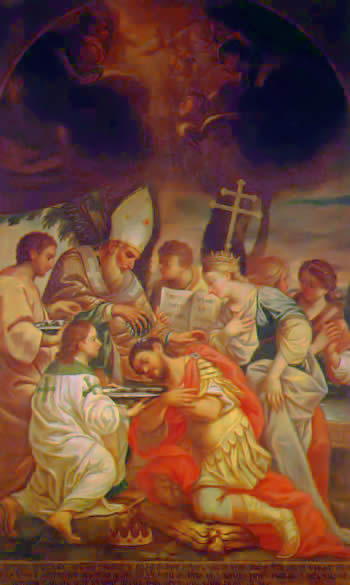
Quadre amb el baptisme de Tiridates III per Gregori, s. XVII (Venècia)
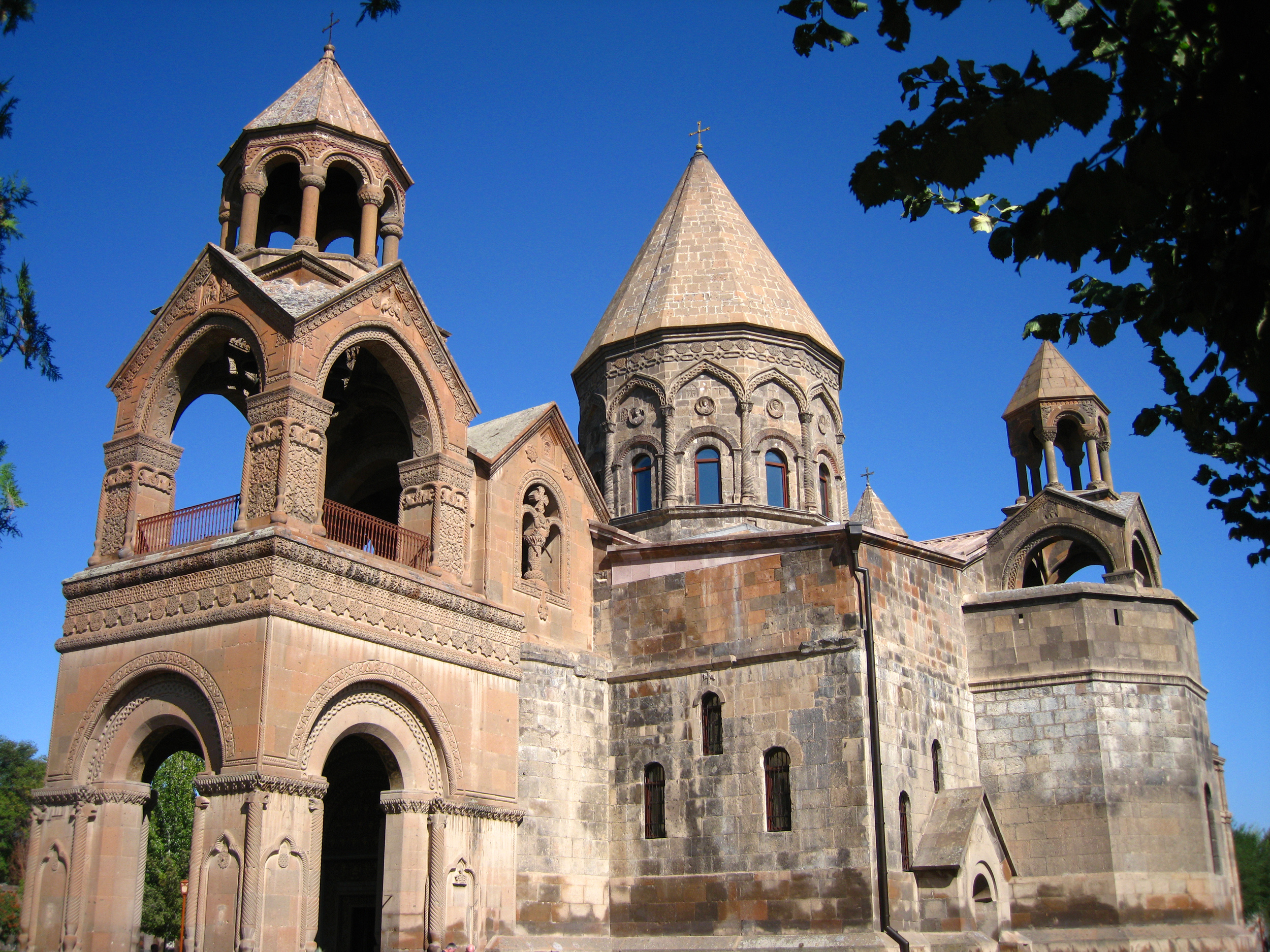
Catedral d'Edjmiatsín, fundada per Gregori